# Žemaitijos nacionalinis parkas
Žemaitijos nacionalinis parkas este o arie protejată (sit de importanță comunitară — SCI) din Lituania întinsă pe o suprafață de 17.912,7 ha, integral pe uscat.

## Localizare
Centrul sitului Žemaitijos nacionalinis parkas este situat la coordonatele 56°02′45″N 21°53′09″E / 56.0458°N 21.8858°E.

## Înființare
Situl Žemaitijos nacionalinis parkas a fost declarat sit de importanță comunitară în mai 2005 pentru a proteja 3 specii de plante și 9 specii de animale.

## Biodiversitate
Situată în ecoregiunea boreală, aria protejată conține 16 habitate naturale: Ape puternic oligomezotrofe cu vegetație bentonică cu Chara spp., Lacuri eutrofice naturale cu vegetație de tip Magnopotamion sau Hydrocharition, Lacuri și iazuri distrofice naturale, Formațiuni ierboase bogate în specii de Nardus, dezvoltate pe substraturi silicioase în zone montane (și în zone submontane, în Europa continentală), Pajiști cu Molinia pe soluri calcaroase, turboase sau argilos-nămoloase (Molinion caeruleae), Pajiști aluvionare boreale nordice, Fânețe de joasă altitudine (Alopecurus pratensis, Sanguisorba officinalis), Mlaștini turboase de tranziție și turbării mișcătoare, Mlaștini calcaroase cu Cladium mariscus și specii de Caricion davallianae, Mlaștini alcaline, Taiga vestică, Păduri caducifoliate bătrâne naturale hemiboreale fino-scandinave (Quercus, Tilia, Acer, Fraxinus sau Ulmus) bogate în specii epifite, Păduri fino-scandinave bogate în ierburi cu Picea abies, Păduri caducifoliate de mlaștină fino-scandinave, Mlaștini împădurite, Păduri aluvionare cu Alnus glutinosa și Fraxinus excelsior (Alno-Padion, Alnion incanae, Salicion albae).
La baza desemnării sitului se află mai multe specii protejate:
- plante (3): Botrychium simplex, o specie rară de mușchi (Drepanocladus vernicosus), moșișoare (Liparis loeselii)
- amfibieni (1): triton cu creastă (Triturus cristatus)
- mamifere (2): vidră de râu (Lutra lutra), râs eurasiatic (Lynx lynx)
- nevertebrate (6): fluturele auriu (Euphydryas aurinia), Graphoderus bilineatus, libelule (Leucorrhinia pectoralis), fluturele purpuriu (Lycaena dispar), Unio crassus, Vertigo geyeri

Pe lângă speciile protejate, pe teritoriul sitului au mai fost identificate 7 specii de plante.